# Championnat de Belgique féminin de hockey sur gazon 2024-2025
Navigation
2023-2024 2025-2026
La saison 2024-2025 de la Top Hockey League est la 99e saison féminine de la première division belge.

## Format
Il n'y a pas de changement de format par rapport à la dernière saison. Le nombre d'équipes présentes reste le même, à savoir 12. En fonction des résultats des barrages, il y a de nouveau deux à trois descentes pour deux à trois montées.

### Introduction d'un best of three
La 18 mai 2024, la Top Hockey League et les dirigeants des clubs se penchent sur des éventuels changements de format dont un best of three (des matchs en deux manches gagnantes) en vue des play-offs et le vainqueur de la phase régulière directement en finale. Cependant, la DH a décidé de garder son format actuel soit un top 4 qui joue les play-offs.

## Clubs participants
Racing

Wellington

| Club           | Classement 2023-2024 | Entraîneur         | Ville      | Province ou région            |
| -------------- | -------------------- | ------------------ | ---------- | ----------------------------- |
| La Gantoise    | 1er                  | Kevan Demartinis   | Gand       | Province de Flandre-Orientale |
| Braxgata       | 2e                   | Darran Bisley      | Boom       | Province d'Anvers             |
| Waterloo Ducks | 3e                   | Jérémy Caenen      | Waterloo   | Province du Brabant wallon    |
| Dragons        | 4e                   | Sean Dancer        | Brasschaat | Province d'Anvers             |
| Antwerp        | 5e                   | Jorge Lombi        | Brecht     | Province d'Anvers             |
| Wellington     | 6e                   | Jérémy Bourg       | Uccle      | Région de Bruxelles-Capitale  |
| Racing         | 7e                   | Linda Haussener    | Uccle      | Région de Bruxelles-Capitale  |
| Louvain        | 8e                   | Mick Beunen        | Heverlee   | Province du Brabant flamand   |
| Herakles       | 9e                   | Francesco Mitrotta | Lierre     | Province d'Anvers             |
| Victory        | 10e                  | James Du Plessis   | Edegem     | Province d'Anvers             |
| White Star     | 1er (D2)             | Bernard Lodewyckx  | Evere      | Région de Bruxelles-Capitale  |
| Malines        | 2e (D2)              | Chris Goldsbury    | Malines    | Province d'Anvers             |

### Nombre d'équipes par province
| 6  | Province d'Anvers             | Antwerp - Braxgata - Dragons - Herakles - Malines - Victory |
| 3  | Région de Bruxelles-Capitale  | Racing - Wellington - White Star                            |
| 1  | Province du Brabant flamand   | Louvain                                                     |
| 1  | Province du Brabant wallon    | Waterloo Ducks                                              |
| 1  | Province de Flandre-Orientale | La Gantoise                                                 |
| 12 |                               |                                                             |

## Phase classique du championnat
En phase classique, les 12 équipes s'affrontent 22 fois chacun soit 11 fois chacun en deux manches aller et retour sous forme d'un tournoi toutes rondes, l'équipe gagnante marque 3 points, 1 points pour les deux équipes en cas de match nul et l'équipe perdante ne marque aucun point. À l'issue de la phase classique, les quatre premières équipes se qualifient pour les demi-finales des play-offs dont la première équipe se qualifie également et directement pour l'Euro Hockey League 2026, la dixième équipe joue les barrages contre le troisième de la Nationale 1 et les deux dernières équipes sont directement reléguées en Nationale 1.
Le calendrier de la saison est dévoilé le 17 juillet 2024.

### Critères de départage
En cas d'égalité de points entre plusieurs équipes, les critères suivants sont appliquées dans l'ordre indiqué pour établir leur classement:
1. Plus grand nombre de victoires,
2. Meilleure différence de buts,
3. Plus grand nombre de buts marqués,
4. Plus grand nombre de points marqués entre les équipes concernées.

### Classement
| Rang | Équipe         | Pts | J  | G  | N | P  | Bp | Bc | Diff |
| ---- | -------------- | --- | -- | -- | - | -- | -- | -- | ---- |
| 1    | La Gantoise T  | 56  | 22 | 18 | 2 | 2  | 68 | 17 | +51  |
| 2    | Dragons        | 50  | 22 | 15 | 5 | 2  | 72 | 27 | +45  |
| 3    | Braxgata       | 43  | 22 | 13 | 4 | 5  | 59 | 27 | +32  |
| 4    | Louvain        | 41  | 22 | 12 | 5 | 5  | 43 | 31 | +12  |
| 5    | Wellington     | 34  | 22 | 10 | 4 | 8  | 40 | 33 | +7   |
| 6    | Waterloo Ducks | 33  | 22 | 8  | 9 | 5  | 44 | 36 | +8   |
| 7    | Racing         | 27  | 22 | 7  | 6 | 9  | 30 | 36 | -6   |
| 8    | Antwerp        | 24  | 22 | 6  | 6 | 10 | 39 | 52 | -13  |
| 9    | Herakles       | 23  | 22 | 5  | 8 | 9  | 30 | 35 | -5   |
| 10   | Victory        | 17  | 22 | 5  | 2 | 15 | 19 | 52 | -33  |
| 11   | White Star P   | 9   | 22 | 2  | 3 | 17 | 15 | 75 | -60  |
| 12   | Malines P      | 9   | 22 | 1  | 6 | 15 | 27 | 65 | -38  |

|  | Club qualifié pour les Play-offs            |
|  | Club qualifié pour le Barrage de relégation |
|  | Club relégué en Nationale 1 2025-2026       |

### Domicile et extérieur
| Rang | Équipe         | Pts | J  | G  | N | P | Bp | Bc | Diff |
| ---- | -------------- | --- | -- | -- | - | - | -- | -- | ---- |
| 1    | La Gantoise T  | 31  | 11 | 10 | 1 | 0 | 35 | 8  | +27  |
| 2    | Dragons        | 28  | 11 | 9  | 1 | 1 | 37 | 8  | +29  |
| 3    | Braxgata       | 23  | 11 | 7  | 2 | 2 | 32 | 12 | +20  |
| 4    | Louvain        | 23  | 11 | 7  | 2 | 2 | 22 | 18 | +4   |
| 5    | Racing         | 21  | 11 | 6  | 3 | 2 | 20 | 12 | +8   |
| 6    | Waterloo Ducks | 18  | 11 | 5  | 3 | 3 | 25 | 19 | +6   |
| 7    | Wellington     | 18  | 11 | 5  | 3 | 3 | 22 | 18 | +4   |
| 8    | Antwerp        | 13  | 11 | 3  | 4 | 4 | 16 | 18 | -2   |
| 9    | Victory        | 10  | 11 | 3  | 1 | 7 | 11 | 30 | -19  |
| 10   | Herakles       | 10  | 11 | 2  | 4 | 5 | 17 | 18 | -1   |
| 11   | White Star P   | 8   | 11 | 2  | 2 | 7 | 10 | 36 | -26  |
| 12   | Malines P      | 7   | 11 | 1  | 4 | 6 | 16 | 26 | -10  |

| Rang | Équipe         | Pts | J  | G | N | P  | Bp | Bc | Diff |
| ---- | -------------- | --- | -- | - | - | -- | -- | -- | ---- |
| 1    | La Gantoise T  | 25  | 11 | 8 | 1 | 2  | 33 | 9  | +24  |
| 2    | Dragons        | 22  | 11 | 6 | 4 | 1  | 35 | 19 | +16  |
| 3    | Braxgata       | 20  | 11 | 6 | 2 | 3  | 27 | 15 | +12  |
| 4    | Louvain        | 18  | 11 | 5 | 3 | 3  | 21 | 13 | +8   |
| 5    | Wellington     | 16  | 11 | 5 | 1 | 5  | 18 | 15 | +3   |
| 6    | Waterloo Ducks | 15  | 11 | 3 | 6 | 2  | 19 | 17 | +2   |
| 7    | Herakles       | 13  | 11 | 3 | 4 | 4  | 13 | 17 | -4   |
| 8    | Antwerp        | 11  | 11 | 3 | 2 | 6  | 23 | 34 | -11  |
| 9    | Victory        | 7   | 11 | 2 | 1 | 8  | 8  | 22 | -14  |
| 10   | Racing         | 6   | 11 | 1 | 3 | 7  | 10 | 24 | -14  |
| 11   | Malines P      | 2   | 11 | 0 | 2 | 9  | 11 | 39 | -28  |
| 12   | White Star P   | 1   | 11 | 0 | 1 | 10 | 5  | 39 | -34  |

### Résultats
| Résultats (dom.\ext.)                                      | ANTW | BRAX | DRAG | GANT | HERA | LEUV | MECH | RACI | VICT | WADU | WELL | WHIT |
| Antwerp                                                    |      | 1-2  | 1-1  | 1-3  | 1-1  | 2-2  | 3-3  | 2-1  | 1-0  | 1-2  | 0-2  | 3-1  |
| Braxgata                                                   | 6-0  |      | 4-4  | 1-2  | 0-1  | 1-0  | 5-2  | 2-1  | 3-0  | 1-1  | 2-1  | 7-0  |
| Dragons                                                    | 4-2  | 2-0  |      | 0-0  | 3-1  | 1-2  | 5-1  | 4-0  | 4-1  | 1-0  | 3-1  | 10-0 |
| La Gantoise                                                | 4-0  | 4-3  | 3-1  |      | 4-1  | 2-1  | 4-0  | 5-0  | 3-0  | 4-1  | 0-0  | 2-1  |
| Herakles                                                   | 2-2  | 1-2  | 2-2  | 1-2  |      | 0-0  | 3-0  | 1-2  | 0-1  | 2-2  | 2-5  | 3-0  |
| Louvain                                                    | 5-2  | 1-4  | 2-2  | 0-6  | 2-1  |      | 3-1  | 1-0  | 2-0  | 1-1  | 2-0  | 3-1  |
| Malines                                                    | 0-1  | 1-1  | 2-3  | 1-3  | 2-2  | 1-3  |      | 1-1  | 3-3  | 1-5  | 1-2  | 3-2  |
| Racing                                                     | 3-2  | 0-0  | 1-4  | 1-0  | 0-0  | 0-2  | 5-0  |      | 2-1  | 2-2  | 2-1  | 4-0  |
| Victory                                                    | 0-3  | 0-6  | 0-4  | 1-3  | 1-3  | 0-4  | 3-2  | 3-1  |      | 1-1  | 0-3  | 2-0  |
| Waterloo Ducks                                             | 8-4  | 2-1  | 1-2  | 1-6  | 0-0  | 2-2  | 4-0  | 2-2  | 2-0  |      | 1-2  | 2-0  |
| Wellington                                                 | 2-2  | 2-3  | 3-4  | 2-1  | 3-1  | 3-2  | 3-1  | 2-1  | 0-1  | 2-2  |      | 0-0  |
| White Star                                                 | 0-5  | 1-5  | 0-8  | 0-7  | 1-2  | 1-3  | 1-1  | 1-1  | 2-1  | 1-2  | 2-1  |      |
| - Victoire à domicile - Match nul - Victoire à l'extérieur |      |      |      |      |      |      |      |      |      |      |      |      |

## Play-offs

### Tableau
|  | Demi-finales              | Demi-finales              | Demi-finales              | Demi-finales              |                               |             | Finale                             | Finale                             | Finale                             | Finale                             |
|  |                           |                           |                           |                           |                               |             |                                    |                                    |                                    |                                    |
|  | 17 mai 2025 & 18 mai 2025 | 17 mai 2025 & 18 mai 2025 | 17 mai 2025 & 18 mai 2025 | 17 mai 2025 & 18 mai 2025 |                               |             | 24 mai 2025 & 25 mai 2025 à Anvers | 24 mai 2025 & 25 mai 2025 à Anvers | 24 mai 2025 & 25 mai 2025 à Anvers | 24 mai 2025 & 25 mai 2025 à Anvers |
|  | 1                         | La Gantoise               | 1                         | 5                         |                               |             | 24 mai 2025 & 25 mai 2025 à Anvers | 24 mai 2025 & 25 mai 2025 à Anvers | 24 mai 2025 & 25 mai 2025 à Anvers | 24 mai 2025 & 25 mai 2025 à Anvers |
|  | 1                         | La Gantoise               | 1                         | 5                         |                               |             | 24 mai 2025 & 25 mai 2025 à Anvers | 24 mai 2025 & 25 mai 2025 à Anvers | 24 mai 2025 & 25 mai 2025 à Anvers | 24 mai 2025 & 25 mai 2025 à Anvers |
|  | 4                         | Louvain                   | 0                         | 0                         |                               |             | 24 mai 2025 & 25 mai 2025 à Anvers | 24 mai 2025 & 25 mai 2025 à Anvers | 24 mai 2025 & 25 mai 2025 à Anvers | 24 mai 2025 & 25 mai 2025 à Anvers |
|  | 4                         | Louvain                   | 0                         | 0                         | 1                             | La Gantoise | 0                                  | 0                                  |                                    |                                    |
|  | 17 mai 2025 & 18 mai 2025 |                           |                           |                           | 1                             | La Gantoise | 0                                  | 0                                  |                                    |                                    |
|  |                           |                           | 3                         | Braxgata                  | 1                             | 0           |                                    |                                    |                                    |                                    |
|  | 2                         | Dragons                   | 3                         | Braxgata                  | 1                             | 0           | 1                                  | 3                                  |                                    |                                    |
|  | 2                         | Dragons                   |                           |                           |                               |             |                                    | 3                                  |                                    |                                    |
|  | 3                         | Braxgata                  | 1                         | 4                         |                               |             |                                    |                                    |                                    |                                    |
|  | 3                         | Braxgata                  | 1                         | 4                         | Match pour la troisième place |             |                                    |                                    |                                    |                                    |
|  |                           |                           |                           |                           |                               |             |                                    |                                    |                                    |                                    |
|  | 24 mai 2025 à Anvers      |                           |                           |                           |                               |             |                                    |                                    |                                    |                                    |
|  | 4                         | Louvain                   | 2                         | 2                         |                               |             |                                    |                                    |                                    |                                    |
|  | 4                         | Louvain                   | 2                         | 2                         |                               |             |                                    |                                    |                                    |                                    |
|  | 2                         | Dragons                   | 3                         | 3                         |                               |             |                                    |                                    |                                    |                                    |
|  | 2                         | Dragons                   | 3                         | 3                         |                               |             |                                    |                                    |                                    |                                    |

|  | Club qualifié pour l'Euro Hockey League 2026 |

### Demi-finales
| Match aller       | Louvain | 0 - 1   | La Gantoise | Heverlee |  |
| 17 mai 2025 12h00 |         | (0 - 1) | 5e Gerniers |          |  |
| 17 mai 2025 12h00 | Rapport |         |             |          |  |

| Match retour      | La Gantoise                                                                     | 5 - 0   | Louvain | Gand |  |
| 18 mai 2025 12h00 | Van der Geld 13e, 33e · Van den Abeele 41e · Van Remortel 56e · Ballenghien 70e | (2 - 0) |         |      |  |
| 18 mai 2025 12h00 | Rapport                                                                         |         |         |      |  |

La Gantoise a gagné 6 - 0 sur l'ensemble des deux matchs.
| Match aller       | Braxgata         | 1 - 1   | Dragons | De Schorre, Boom |  |
| 17 mai 2025 13h00 | Vanden Borre 46e | (0 - 1) | 33e Gil |                  |  |
| 17 mai 2025 13h00 | Rapport          |         |         |                  |  |

| Match retour      | Dragons                             | 3 - 4   | Braxgata                                     | Brasschaat |  |
| 18 mai 2025 13h00 | Cedrés 13e · Gil 18e · De Groof 20e | (3 - 1) | 3e, 42e Caarls · 55e Dewaet · 63e Van Dieren |            |  |
| 18 mai 2025 13h00 | Rapport                             |         |                                              |            |  |

Braxgata a gagné 5 - 4 sur l'ensemble des deux matchs.

### Match pour la3eplace
| 24 mai 2025 | Dragons                  | 3 - 2   | Louvain                 | Wilrijkse Plein, Anvers                       |                                               |
| 11h30       | Gil 20e · Magis 34e, 39e | (2 - 0) | 58e Denef · 64e Mesones | Arbitrage : Arthur Nivelles Stanislas Maeyens | Arbitrage : Arthur Nivelles Stanislas Maeyens |

### Finale
| Match aller       | La Gantoise | 0 - 1   | Braxgata       | Wilrijkse Plein, Anvers                                                       |                                                                               |
| 24 mai 2025 13h45 |             | (0 - 0) | 65e Van Dieren | Arbitrage : Nelson Reinhard Evy Koningsberger Arbitre vidéo : Magali Sergeant | Arbitrage : Nelson Reinhard Evy Koningsberger Arbitre vidéo : Magali Sergeant |
| 24 mai 2025 13h45 | Rapport     |         |                | Arbitrage : Nelson Reinhard Evy Koningsberger Arbitre vidéo : Magali Sergeant | Arbitrage : Nelson Reinhard Evy Koningsberger Arbitre vidéo : Magali Sergeant |

| Match retour      | Braxgata | 0 - 0 | La Gantoise | Wilrijkse Plein, Anvers                                                        |                                                                                |
| 25 mai 2025 11h30 |          |       |             | Arbitrage : Thalia Bellemans Alexandra Mahieu Arbitre vidéo : Michaël Dutrieux | Arbitrage : Thalia Bellemans Alexandra Mahieu Arbitre vidéo : Michaël Dutrieux |
| 25 mai 2025 11h30 | Rapport  |       |             | Arbitrage : Thalia Bellemans Alexandra Mahieu Arbitre vidéo : Michaël Dutrieux | Arbitrage : Thalia Bellemans Alexandra Mahieu Arbitre vidéo : Michaël Dutrieux |

Braxgata a gagné 1 - 0 sur l'ensemble des deux matchs.

## Barrage de relégation
| Match aller       | Victory | 3 - 1   | Uccle Sport | Edegem |  |
| 24 mai 2025 12h00 |         | (1 - 0) |             |        |  |

| Match retour      | Uccle Sport | 1 - 1   | Victory | Uccle |  |
| 25 mai 2025 12h00 |             | (1 - 0) |         |       |  |

Victory a gagné 4 - 2 sur l'ensemble des deux matchs. Les deux équipes restent dans leur division respective pour la prochaine saison.

## Statistiques

### Évolution du classement
| Journée →      | 1  | 2  | 3  | 4  | 5  | 6  | 7  | 8  | 9  | 10 | 11 | 12 | 13   | 14   | 15   | 16 | 17 | 18 | 19 | 20 | 21 | 22 | PO | bar. | rel. |
| Équipe         |    |    |    |    |    |    |    |    |    |    |    |    |      |      |      |    |    |    |    |    |    |    |    |      |      |
| -------------- | -- | -- | -- | -- | -- | -- | -- | -- | -- | -- | -- | -- | ---- | ---- | ---- | -- | -- | -- | -- | -- | -- | -- | -- | ---- | ---- |
| Antwerp        | 6  | 8  | 6  | 9  | 6  | 8  | 9  | 8  | 9  | 9  | 9  | 9  | 9-1  | 8-1  | 8-1  | 7  | 7  | 7  | 8  | 8  | 8  | 8  |    |      |      |
| Braxgata       | 1  | 2  | 2  | 3  | 3  | 4  | 5  | 9  | 5  | 4  | 4  | 3  | 3-1  | 3-1  | 3-1  | 3  | 3  | 3  | 3  | 3  | 3  | 3  | 19 |      |      |
| Dragons        | 2  | 1  | 1  | 2  | 2  | 2  | 3  | 2  | 2  | 2  | 2  | 2  | 2    | 2    | 2    | 2  | 2  | 2  | 2  | 2  | 2  | 2  | 22 |      |      |
| La Gantoise    | 4  | 3  | 3  | 1  | 1  | 1  | 1  | 1  | 1  | 1  | 1  | 1  | 1-1  | 1-1  | 1-1  | 1  | 1  | 1  | 1  | 1  | 1  | 1  | 21 |      |      |
| Herakles       | 6  | 4  | 5  | 5  | 7  | 9  | 7  | 5  | 7  | 7  | 7  | 7  | 7-1  | 7-1  | 7-1  | 8  | 8  | 8  | 9  | 9  | 9  | 9  | 1  |      |      |
| Louvain        | 8  | 6  | 8  | 7  | 9  | 7  | 8  | 7  | 4  | 3  | 5  | 6  | 6-1  | 6-1  | 6-1  | 5  | 6  | 5  | 4  | 4  | 4  | 4  | 6  |      |      |
| Malines        | 8  | 10 | 11 | 10 | 11 | 12 | 12 | 12 | 12 | 12 | 12 | 12 | 12-1 | 12-1 | 12-1 | 12 | 12 | 12 | 12 | 12 | 12 | 12 |    | 2    | 19   |
| Racing         | 11 | 9  | 7  | 6  | 8  | 5  | 4  | 6  | 8  | 8  | 8  | 8  | 8-1  | 9-1  | 9-1  | 9  | 9  | 9  | 7  | 7  | 7  | 7  | 1  |      | 1    |
| Victory        | 10 | 11 | 10 | 11 | 10 | 10 | 10 | 10 | 10 | 10 | 11 | 10 | 10-1 | 10-1 | 10-1 | 10 | 10 | 10 | 10 | 10 | 10 | 10 |    | 19   | 3    |
| Waterloo Ducks | 3  | 5  | 4  | 4  | 4  | 3  | 2  | 3  | 3  | 5  | 3  | 5  | 5-1  | 4-1  | 5-1  | 6  | 5  | 6  | 6  | 6  | 6  | 6  | 10 |      |      |
| Wellington     | 4  | 7  | 9  | 8  | 5  | 6  | 6  | 4  | 6  | 6  | 6  | 4  | 4-1  | 5-1  | 4-1  | 4  | 4  | 4  | 5  | 5  | 5  | 5  | 7  |      |      |
| White Star     | 12 | 12 | 12 | 12 | 12 | 11 | 11 | 11 | 11 | 11 | 10 | 11 | 11   | 11   | 11   | 11 | 11 | 11 | 11 | 11 | 11 | 11 |    | 1    | 21   |

À l'issue d'une journée, plusieurs équipes étaient classées ex æquo selon tous les points du règlement :
1. ↑  À l'issue de la 1re journée, les équipes de La Gantoise et Wellington sont toutes les deux ex æquo et classées à la 4e place, Antwerp et Herakles sont toutes les deux ex æquo et classées à la 6e place, Louvain et Mechelse sont toutes les deux ex æquo et classées à la 8e place.

En exposant rouge, le nombre de matches de retard pour les équipes concernées :
1. ↑  En raison des matchs internationaux du 3 au 25 février 2025, toutes les rencontres à l'exception de Dragons - White Star, comptant pour la 13e journée sont reportées au 27 mars 2025, soit entre les 15e et 16e journées.

### Meilleures buteuses
|    | Buteur                 | Club           | FG | PC | PS | Total |
| -- | ---------------------- | -------------- | -- | -- | -- | ----- |
| 1  | Teresa Viana           | Dragons        | 18 | 3  | 0  | 21    |
| 2  | Stéphanie Vanden Borre | Braxgata       | 0  | 17 | 1  | 18    |
| 3  | Ambre Ballenghien      | La Gantoise    | 16 | 1  | 0  | 17    |
| 3  | Valérie Magis          | Dragons        | 0  | 14 | 3  | 17    |
| 5  | Jill Boon              | Racing         | 9  | 6  | 0  | 15    |
| 6  | Anna Gil               | Dragons        | 11 | 1  | 0  | 12    |
| 7  | Marie Ronquetti        | Wellington     | 11 | 0  | 0  | 11    |
| 7  | Sarah Torrans          | Waterloo Ducks | 11 | 0  | 0  | 11    |
| 7  | Anne-Sophie Weyns      | Herakles       | 9  | 2  | 0  | 11    |
| 10 | Lisl Denef             | Louvain        | 10 | 0  | 0  | 10    |
| 10 | Astrid Bonami          | La Gantoise    | 10 | 0  | 0  | 10    |

## Parcours en coupes d'Europe
Le parcours des clubs belges en coupes d'Europe est important puisqu'il détermine le coefficient EHF, et donc le nombre de clubs belges présents en coupes d'Europe les années suivantes.

### Parcours européens des clubs
| Club        | Compétition        | Résultat    | Ultime(s) adversaire(s) |
| ----------- | ------------------ | ----------- | ----------------------- |
| La Gantoise | Euro Hockey League | Demi-finale | Den Bosch               |
| La Gantoise | Euro Hockey League | Troisième   | Düsseldorfer HC         |
| Braxgata    | Euro Hockey League | Finaliste   | Den Bosch               |

### Coefficient EHF du championnat belge
Le classement EHF de la fin de saison 2024-2025 permet d'établir la répartition et le nombre d'équipes pour les coupes d'Europe de la saison 2025-2026.
| Ecart avec le premier 2025 | Ecart avec le troisième 2024 | Rang 2025 | Rang 2024 | Évolution | 2023 (25 %) | 2024 (50 %) | 2025 (100 %) | Coefficient | Places en Euro Hockey League féminin |
| -------------------------- | ---------------------------- | --------- | --------- | --------- | ----------- | ----------- | ------------ | ----------- | ------------------------------------ |
| -9.625                     | -6.625                       | 2         | 4         | 2         | 3.625       | 6.250       | 23.500       | 33.375      | 2                                    |